# 中華民國南京國民政府時期廣西省職官列表
本條目列出中華民國南京國民政府時期（1927年－1949年）廣西省政府主要軍政、民政職官。

## 職官列表

### 省政府主席、委員

#### 1926年6月至1929年5月
民國15年（1926年）3月，國民黨中央政治會議通過《兩廣統一案》，決定撤銷廣西民政公署，改組為廣西省政府，隸屬廣州國民政府領導。並任命黃紹竑為廣西省政府主席，主持全省政務。6月1日，廣西省政府正式成立，設9人委員會，實行省委制。
- 主席：黃紹竑
- 委員：黃紹竑、粟威、朱朝森、李宗仁、白崇禧、伍廷颺、黃薊、俞作柏、雷沛鴻

#### 1929年7月至10月
民國18年（1929年）3月25日，爆發蔣桂戰爭。是年5月，南京國民政府免去黃紹竑廣西省政府主席、 委員職務。7月，重新任命廣西省政府委員11人，指定俞作柏為省政府主席。
- 主席：俞作柏（1929年7月－10月
- 委員：俞作柏（1929年7月－10月）、李明瑞、雷沛鴻、范石生、鄭介民、李權亨、盧奕農、楊騰輝、梁史、梁世昌、曾如柏（以上10人均1929年7月－11月）

#### 1929年11月至1930年6月
民國18年（1929年）10月，俞作柏宣佈反蔣，南京國民政府免去其職。11月，國民黨中央政治會議任命廣西省政府委員9人，指定呂煥炎為省政府主席。
- 主席：呂煥炎（1929年11月－1930年6月）
- 委員：呂煥炎（1929年11月－1930年6月）、梁史、蔣繼伊、林伯、楊鼎中、呂滄隱、楊願公、伍蕃、雷沛鴻（以上8人均1929年11月－）

#### 1931年3月至6月
民國18年（1929年）11月，李宗仁、黃紹竑、白崇禧在南寧組織「護黨救國軍」，李宗仁任總司令，黃紹竑任副總司令兼廣西省政府主席，白崇禧為前敵總指揮。民國19年（1930）1月，在南寧組織廣西政務處，綜理全省政務。先後擔任該處處長有：呂競存、徐啟明、黃榮華。4月，李、黃、白率部北上參加中原大戰，後敗退回廣西。9月，李宗仁、黃紹竑在柳州通電南寧的廣西政務處停止對外行政，所有軍民財政事務，桂林、柳州、平樂、慶遠等各屬，由柳州總部辦理，邕、鎮、田等各屬，由邕行營辦理。10月黃紹竑向蔣通電息爭，自辭副總司令兼廣西省政府主席職，出走香港。民國20年（1931年）1月，李宗仁在南寧以中華民國陸軍第一方面軍總司令名義，令組織廣西政治委員會，指定黃旭初任政治委員會主任，權理廣西全省政務。3月，廣西省政治委員會成立，組成11人委員會，代行省政府職權。
- 主任：黃旭初
- 委員：黃旭初、白崇禧、楊騰輝、黃薊、梁朝璣、朱朝森、黃鐘嶽、張任民、黃榮華、伍廷颺、雷沛鴻（以上11人均1931年3月－6月）

#### 1931年7月至1936年10月
民國20年（1931年）7月1日，廣州國民政府重組廣西省政府。任命省政府委員9人，並指定黃旭初為省政府主席。
- 主席：黃旭初（1931年7月－1936年10月）
- 委員：黃旭初（1931年7月－1936年10月）、朱朝森（1931年7月－8月）、黃薊（1931年7月－1936年10月）、黃榮華（1931年7月－1936年10月）、黃鍾岳（1931年7月－1936年10月）、李任仁（1931年7月－1936年10月）、張任民（1931年7月－1932年7月）、梁朝璣（1931年7月－1936年9月）、楊騰輝（1931年7月－1931年10月）、雷殷（1932年7月－1936年10月）、王公度（1932年7月－1936年10月）、伍廷颺（1932年7月－1935年12月）、蘇希詢（1933年6月－1936年10月）、雷沛鴻（1933年8月－1936年10月）

#### 1936年10月至1949年底
民國25年（1936年）10月，南京國民政府任命廣西省政府委員9人，黃旭初任主席。
- 主席：黃旭初（1936年10月－1949年11月、李品仙（1949年11月－？）
- 委員：黃旭初（1936年10月－1949年12月）、雷殷（1936年10月－1939年6月）、黃鍾岳（1936年10月－1942年3月）、韋雲淞（1936年10月－1947年9月）、黃薊（1936年10月－1939年10月）、梁朝璣（1936年10月－1937年1月）、李任仁（1936年10月－1939年5月）、雷沛鴻（1936年10月－1940年9月）、邱昌渭（1936年10月－1943年10月）、陳雄（1937年9月－1942年3月）、蘇希詢（1939年5月－1945年3月）、呂競存（1939年6月－1944年11月）、曾其新（1939年10月－1944年11月、1947年1月－1949年12月）、朱朝森（1940年1月－？）、張君度（1940年1月－1942年4月）、孫仁林（1940年1月－1946年5月）、王遜志（1942年3月－1946年4月）、闞宗驊（1942年3月－1947年1月）、陳良佐（1942年4月－1949年12月）、黃樸心（1943年10月－1949年12月）、尹承綱（1944年11月－1946年10月）、陳壽民（1944年11月－1947年1月）、黃中廑（1945年1月－1949年12月）、陽明（1945年1月－1948年）、馬保之（1945年4月－1947年1月）、韋贄唐（1946年12月－1949年12月）、張威遐（1947年1月－1949年12月）、莫樹傑（1947年1月－1948年9月、1949年1月－12月）、李新俊（1947年1月－12月）、李一塵（1947年1月－1948年9月）、張心徵（1947年12月－1949年12月）、黃榮華（1948年7月－1949年12月）、羅福康（1949年7月－12月）、黃紹耿（1949年7月－12月）、林茂（1949年7月－12月）、周祖晃（1949年10月－12月）、李品仙（1949年11月－12月）

### 直屬機構
秘書處（總務處）
朱朝森（民國15年6月－18年6月）、黃健吾（民國18年7月－18年8月）、盧奕農（民國18年8月－18年10月）、朱朝森（民國20年3月－20年7月，民國30年1月－32年1月）、孫仁林（民國20年7月－20年9月）、王恆（民國20年9月－21年1月）、孫仁林（民國21年1月－23年7月）、黃薊（民國23年7月－24年4月）、邱昌渭（民國24年4月－25年6月，民國32年1月－32年10月）、蘇希洵（民國25年10月－29年12月，民國32年10月－34年4月）、陳壽民（民國34年4月－36年1月）、黃中廑（民國36年1月－38年12月）
民政廳（民政處）
粟威（民國15年6月－18年6月）、盧奕農（民國18年7月－18年10月）、梁史（民國18年11月－19年）、朱朝森（民國20年3月－20年7月）、黃旭初（兼任，民國20年8月－21年6月）、雷殷（民國21年6月－28年6月）、邱昌渭（民國26年6月－32年2月）、朱朝森（民國32年2月－33年11月）、陳良佐（民國33年11月－36年1月）、張威遐（民國36年1月－37年9月）、李新俊（民國37年9月－38年12月
財政廳（財政處）
黃紹竑（兼任，民國15年6月－16年5月）、黃薊（民國16年5月－18年7月）、梁世昌（民國18年7月－18年11月）、蔣繼伊（民國18年11月－19年）、黃薊（民國20年3月－22年2月）、黃鍾岳（民國22年2月－31年3月）、王遜志（民國31年3月－35年4月）、陽明（民國35年4月－37年12月）、韋贄唐（民國37年12月－38年12月）
教育廳（教育處）
甘浩澤（民國15年6月－16年2月）、盤珠祁（兼代，民國16年2月－16年5月）、雷沛鴻（民國16年5月－16年11月）、蘇民（暫代，民國16年11月－17年2月）、黃華表（民國17年2月－18年5月）、盤珠祁（民國18年5月－18年7月）、雷沛鴻（民國18年7月－）、黃鍾岳（民國20年3月－20年7月）、李任仁（民國20年7月－22年8月）、雷沛鴻（民國22年8月－25年6月）、邱昌渭（民國25年6月－28年7月）、雷沛鴻（民國28年7月－29年9月）、蘇希洵（民國29年9月－32年10月）、黃樸心（民國32年10月－38年6月）、黃紹耿（民國38年7月－38年12月）
建設廳（建設處、經濟委員會）
盤珠祁（民國15年6月－16年5月）、伍廷颺（民國16年5月－18年6月）、李權亨（民國18年7月－18年11月）、呂煥炎（民國18年11月－）、黃榮華（民國20年3月－23年3月）、黃旭初（兼任，民國23年3月－25年1月）、韋雲淞（民國25年1月－26年9月）、陳雄（民國26年9月－31年3月）、闞宗驊（民國31年3月－36年1月）、曾其新（民國36年1月－37年7月）、黃榮華（民國37年7月－38年12月）
省政府農林局、省政府農業管理處
陳大寧（局長，民國24年6月）、陳雄（處長，民國27年2月）、陳大寧（處長，民國31年6月－34年12月在任）
省政府戰時糧食設計委員會（1939年裁撤）
省政府合作事業管理處（1940年6月併入建設廳）
魏競初（民國31年6月－34年12月在任）
省糧食管理局、省政府糧政局、省政府田糧處（1949年4月撤銷）
黃維（民國29年12月－30年6月）、黃鐵真（民國30年7月－32年4月）、黃鐵真（民國30年9月－32年4月）、嚴海峰（民國32年4月－34年1月）、李一塵（民國36年3月在任）
省政府技術室（1936年1月併入建設廳）
省政府工商局（1936年1月併入建設廳）
楊綽庵（民國24年6月在任）
省政府礦務局（1936年1月併入建設廳）
陶紹勤（民國24年6月在任）
省政府禁煙局（1936年2月併入財政廳）
陳雄（民國23年12月－）
省政府工業化學試驗所（1938年8月併入建設廳）
李運華（民國24年6月在任）
省政府氣象所主任（1940年1月併入建設廳）
馬名海（民國24年6月在任）
省政府地政局（1932年4月改隸民政廳；1948年1月再改隸民政廳）
彭襄（民國31年3月－）
省政府社會處處長：
黎民任（民國31年3月－32年4月）、李一塵（民國34年12月在任）、魏競初（民國36年3月在任）、尹治（民國37年1月－）
省政府統計局、統計處（1949年4月與省政府會計處合併為主計處）
楊綽庵（局長，民國21年5月－）、陽明（統計長，民國30年1月－）、白日新（主任，民國34年2月在任）
省政府會計委員會、會計處（1949年4月與省政府統計處合併為主計處）
張心（民國24年6月－38年）
省政府審計處、審計委員會（1940年6月撤銷）
賀世縉（民國24年5月－）
省政府衛生委員會、衛生處（1936年9月改隸民政廳；1948年1月再改隸民政廳）
翁文淵（民國31年6月在任）鄭士襄（民國34年2月在任）
省政府健康教育委員會（1940年6月改隸教育廳）
省政府法規委員會（1940年6月撤銷）
省政府鄉村禁約審查委員會（1934年7月撤銷）
省政府人事管理委員會（1940年6月撤銷）
省政府建置委員會（1940年6月撤銷）
省政府總辦公廳（1942年撤銷）
省政府設計考核委員會（1949年4月撤銷）
省政府編譯委員會（1940年6月撤銷）
省政府圖書雜誌審查處
楊智（民國31年4月－32年1月）、李支（民國32年1月－34年9月）
省政府團務處（1933年5月撤銷）
盧象榮（民國21年4月－22年5月）
廣西通志館
總纂：馬君武；館長：封祝祁；副館長：呂一夔
廣西農工廳廳長（1928年6月撤銷）
俞作柏（民國16年6月－17年6月）
廣西軍事廳廳長（1928年6月撤銷）
黃紹竑（兼，民國16年7月－17年6月）
廣西司法廳廳長（1928年6月撤銷）
朱朝森（民國16年7月－17年6月）
廣西清理田畝總局局長
黃薊（民國17年8月－）
廣西田南墾荒局局長
韋可德（民國17年9月－）
廣西墾殖試驗區主任（1932年11月撤銷）
伍廷颺（民國21年2月－21年11月）
廣西航空管理局局長
林偉成（民國21年3月－）
省銀行管理處經理
黃鍾岳（民國21年8月－22年1月）、白志鶤（民國22年1月－）、廖競天（民國22年10月代理）、黃薊（民國24年5月－）
廣西邊防督辦督辦
李品仙（民國21年8月－
廣西全邊對汛督辦督辦
韋雲淞（不詳－民國21年8月）、李品仙（民國21年8月－24年7月）、鍾祖培（民國24年9月－24年10月）、覃連芳（民國24年11月－26年9月）、鄭承典（民國26年9月）
廣西響捐局局長
杜肅（民國23年4月）
省政府總務處處長
孫仁林（民國23年7月）
省公安局局長
周炳南（民國24年在任）
省公路管理局局長
梁權（民國24年6月在任）
省陸地測量局局長
黃宗珊（民國24年在任）
廣西銀行總行行長
黃薊（民國25年3月－）
省國款收支管理處處長
黃鍾岳（民國27年5月－）
省保安處處長
蕭兆鵬（民國34年8月－）
百壽山林管理局局長
韋可衡（民國37年2月－）

### 行政督察委員
柳江區行政督察委員
黃勉（民國16年12月一18年2月）
田南區行政督察委員
鄭承典（民國16年12月，未到任）
鎮南區行政督察委員
馮冠倫（民國16年12月一18年7月）
桂林區行政督察委員
張任民（民國16年12月，未到任）

### 民團區指揮部
南寧區民團指揮官
梁瀚嵩（民國21年4月－）、梁瀚嵩（民國22年7月－）
桂林區民團指揮官
張淦（民國21年4月－）、陳恩元（民國22年7月－）
柳州區民團指揮官
楊慶祥（民國21年4月－）、尹承綱（民國22年7月－）
梧州區民團指揮官
蔣如荃（民國21年4月－）、石化龍（民國22年7月－）
百色區民團指揮官
謝宗鏗（民國21年4月－）、李朝芳（民國22年7月－）
龍州區民團指揮官
黃鶴齡（民國21年4月－）、李朝芳（民國21年8月－）、李品仙（民國22年7月－）
天保區民團指揮官
謝宗鏗（民國22年7月－）
平樂區民團指揮官
蔣如荃（民國22年7月－）

### 行政監督區
南寧區行政監督
梁瀚嵩（民國23年4月－）、蔣如荃（民國26年9月－）、李畫新
桂林區行政監督
陳恩元（民國23年5月－）、梁翰嵩（民國26年8月－）、盧象榮（民國26年11月－）、陳良佐（民國27年9月－）、尹承綱（民國27年11月－）、胡天樂
梧州區行政監督
石化龍（民國23年4月－）、黃鶴齡（民國25年6月－）、陳良佐（民國25年11月－）、梁朝璣（民國25年12月－）
柳州區行政監督
尹承綱（民國23年4月－）、黃季（民國25年11月－）、尹承綱
平樂區行政監督
蔣如荃（民國23年4月－）、鍾祖培（民國25年7月－）、胡天樂（民國27年12月－）、田良驥
龍州區行政監督
李品仙（民國23年4月－）、蔣如荃（民國25年7月－）、李新俊（民國27年9月－）
百色區行政監督
李朝芳（民國23年4月－）、蘇新民（民國25年2月－）、黃韜（民國25年11月－）、梁家齊（民國26年11月－）、岑兆熊（民國27年9月－）、何應恩（民國27年11月－）、嚴海峰
天保區行政監督
謝宗鏗（民國23年4月－）、黃韜（民國24年12月，代理）、高仰如（民國25年2月－）、黃騏（民國26年8月－）、葛時熙（民國26年9月－）、黃崑山
潯州區行政監督
陳良佐（民國25年7月－）、黃鶴齡（民國25年11月－）、陳壽民
郁林區行政監督
黃騏（民國25年10月－）、李奇（民國26年8月－）、陳錫珖
慶遠區行政監督
尹承綱（民國25年10月－）、岑兆熊（民國27年11月－）、盧象榮
武鳴行政監督區
何應恩

### 行政督察專員
第二區(平樂)→第一區(賀縣)行政督察專員
田良驥（民國29年5月－）、李新俊（－35年12月）、羅福康（民國35年12月－38年5月）、虞世熙（民國38年6月－）
第四區(柳州)→第二區(柳江)行政督察專員
尹承綱（民國29年5月－）、梁朝璣、尹承綱（民國31年7月－34年6月）、莫樹傑（民國34年6月－36年3月）、林茂（民國36年4月－37年7月）、羅浩忠（民國37年7月－38年6月）、蘇新民（民國38年6月－）、王景宗（民國38年11月－）
第三區(梧州、蒼梧)行政督察專員
梁朝璣（民國29年5月－）、尹承綱、梁朝璣（民國31年7月－34年5月）、朱朝森（民國34年5月－34年8月）、歐仰羲（民國34年8月－37年）、蘇新民（民國38年1月－38年6月）、馮璜（民國38年6月－
第九區(南寧)→第四區(邕寧)行政督察專員
李畫新（民國29年5月－）、李奇、李畫新（民國31年7月－35年9月）、黃中廑（民國35年9月－36年3月）、顏僧武（民國36年3月－4月）、李新俊（民國36年4月－37年7月）、林茂（民國37年8月－38年6月）、莫蛟（民國38年8月－）
第十區(百色)→第五區(百色)行政督察專員
嚴海峰（民國29年5月－）、陳壽民（－35年8月）、賴剛（民國35年8月－36年3月）、何應恩（民國36年4月－37年2月）、凌壓西（民國37年2月－38年1月）、林徐（民國38年1月－7月）、陳漢流（民國38年8月－）
第十一區(天保)→第六區(天保)行政督察專員
黃崑山（民國29年5月－）、何應恩（－36年3月）、謝宗鏗（民國36年4月－37年7月）、賴慧鵬（民國37年8月－）
第十二區(龍州)→第七區(龍州)行政督察專員
李新俊（民國29年5月－）、盧象榮（－32年1月）、雷醒南（民國32年1月－36年3月）、蕭兆鵬（民國36年4月－37年11月）、伍宗駿（民國37年1月－）
第一區(桂林)→第八區(興安)行政督察專員
胡天樂（民國29年5月－）、陳恩元（民國33年7月－37年8月）、粟廷勳（民國37年8月－38年3月）、蔣雄（民國38年6月－）
第六區(鬱林)→第九區行政督察專員
陳錫珖（民國29年5月－）、羅活（民國36年5月－37年11月）、漆道（民國37年11月－38年6月）、周益雄（民國38年7月－）
第七區(慶遠)→第十區(宜山)行政督察專員
盧象榮（民國29年5月－）、羅廣福（民國37年10月－38年2月）、陳與參（38年2月－）
第八區(武鳴)→第十一區(武鳴)行政督察專員
何應恩（民國29年5月－）、姚止戈（民國37年8月－38年6月）、鄧健人（民國38年7月－38年11月）、唐建廷（民國38年11月－）
第十二區(鳳山)行政督察專員
陽麗天（民國38年8月－）
第五區(潯州)→第十三區(桂平)行政督察專員
陳壽民（民國29年5月－）
第十四區(平樂)行政督察專員
羅紹徽（民國38年8月－）
第十五區(融縣)行政督察專員
蔣晃（民國38年8月－）、吳耀（民國38年11月－）